# Vertikalprincipen (basket)
Vertikalprincipen används för att bestämma huruvida en försvarare är korrekt placerad inom basket. Vertikalprincipen eller cylinderprincipen går ut på att alla spelare på golvet har rätt till sitt område, en cylinder. Cylindern är av samma storlek som spelaren och en försvarare har rätt att röra sig sidledes, bakåt och hoppa vertikalt upp i sin cylinder. Så länge som en försvarare rör sig i sin cylinder, kan han inte få en foul på grund av felaktig försvarsposition (dock kan man få fouls för till exempel slag eller fasthållning).